# Novo Selo (żupania sisacko-moslawińska)
Novo Selo – wieś w Chorwacji, w żupanii sisacko-moslawińskiej, w mieście Sisak. W 2011 roku liczyła 633 mieszkańców.